# 宇宙まおのいばらきは宇宙だ!
宇宙まおのいばらきは宇宙だ!vamosホーリーホック（うちゅうまおのいばらきはうちゅうだ バモスホーリーホック）はLuckyFM茨城放送で2018年4月3日から放送しているラジオ番組である。
『宇宙まおのいばらきは宇宙だ!』として放送を開始した。2021年4月1日から『vamosホーリーホック』がタイトルに追加され、宇宙が公式応援ソングを担当しているJリーグクラブ・水戸ホーリーホックの情報番組としての要素を強めている。

## 概要
パーソナリティーはシンガーソングライター・宇宙まおが務める。茨城の良いとこを宇宙目線で伝えるラジオ番組である。

## 放送時間
- 2018年4月3日 - 2020年9月22日、火曜21:00 - 21:30
- 2020年10月1日 - 2020年12月31日、木曜20:30 - 21:00
- 2021年1月7日 - 2021年3月25日、木曜20:30 - 20:55（ニュース枠設置により短縮）
- 2021年4月1日 - 2021年9月23日、木曜20:30 - 21:00
- 2021年10月1日 - 、金曜20:30 - 21:00

## 主なコーナー
- いばらきお訪ねタイム
  - 宇宙まおが茨城県内の各店舗や企業を訪問し、そこの代表者に色々と話を聞くコーナー
- HOLLYHOCK MUSIC&LIFE
  - 毎週、水戸ホーリーホック所属選手1名がゲスト出演し、思い出の1曲をリクエストするコーナー

## 前後番組の変遷
| LuckyFM茨城放送 火曜21:00枠                     | LuckyFM茨城放送 火曜21:00枠                                                                                 | LuckyFM茨城放送 火曜21:00枠                               |
| 前番組                                          | 番組名 | 次番組                                                    |
| ----------------------------------------------- | --- | --------------------------------------------------------- |
| ニホンのナカミ ※FM-FUJI制作 （火曜19:00に移動） | 宇宙まおのいばらきは宇宙だ! （2018年4月3日 - 2020年9月22日）                                                | 菊地真衣のこんなんで、いいのかYO!? ※20:00 - 22:00に枠拡大 |
| LuckyFM茨城放送 木曜20:30枠                     | |                                                           |
| 茨城放送ダイナミックナイター ※18:20 - 21:00     | 宇宙まおのいばらきは宇宙だ! （2020年10月1日 - 2021年9月23日） （途中ニュース枠設置により5分短縮の期間あり） | LuckyもえClubMusic ※20:00 - 21:00                         |
| LuckyFM茨城放送 金曜20:30枠                     | |                                                           |
| 茨城放送ダイナミックナイター ※18:20 - 21:00     | 宇宙まおのいばらきは宇宙だ! （2021年10月1日 - ）                                                            | -                                                         |

| スタブアイコン | サブスタブ | この項目は、まだ閲覧者の調べものの参照としては役立たない、ラジオ番組に関連した書きかけの項目です。この項目を加筆・訂正などしてくださる協力者を求めています（P:ラジオ/PJ:放送番組）。 |